# Советско-германские отношения (1918—1941)

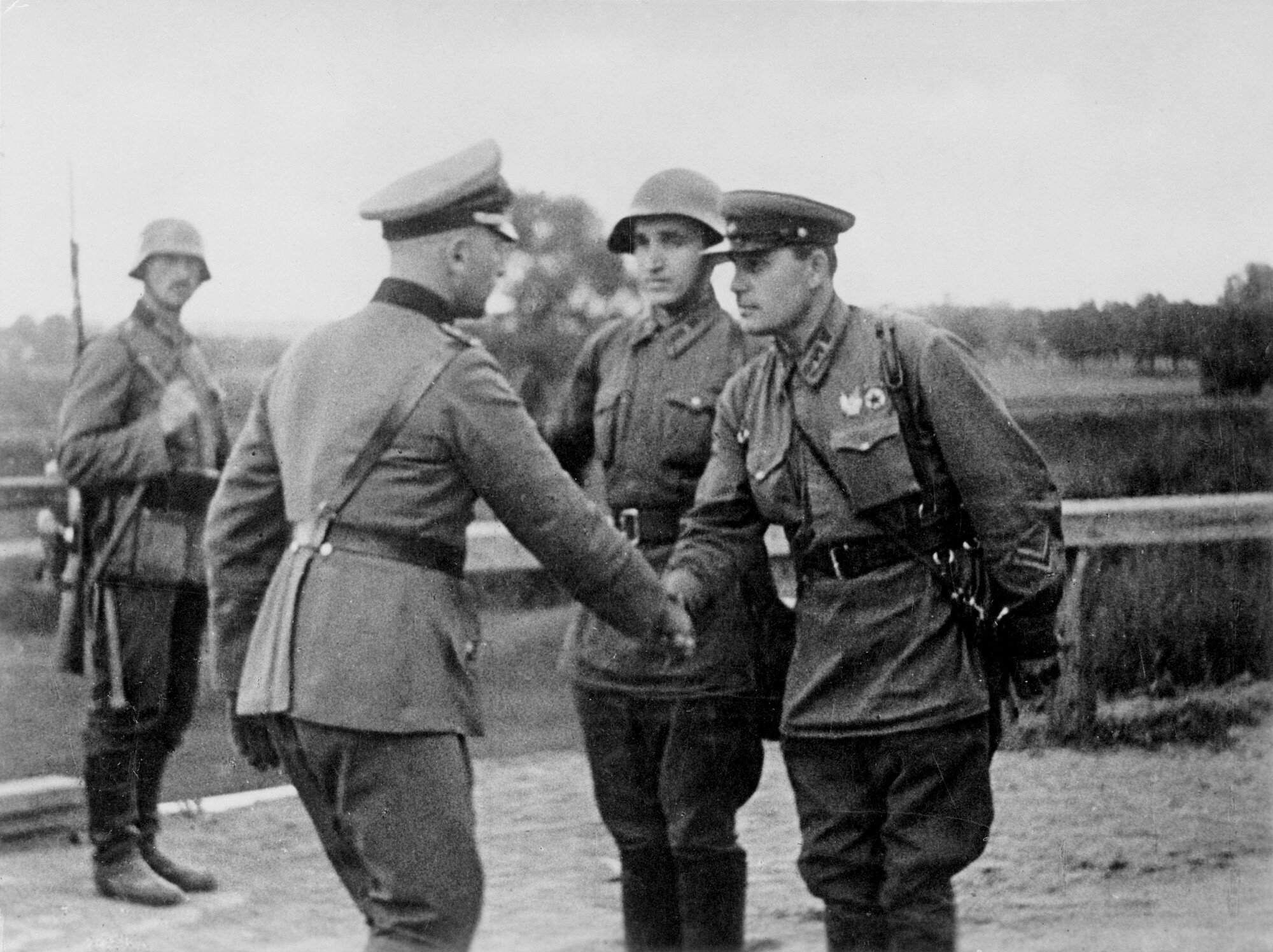
Офицер вермахта, офицер Красной армии и переводчик на демаркационной линии. Польша, 20 сентября 1939

Советско-германские отношения возникли после Первой мировой войны. Брестский мир, продиктованный кайзеровской Германией, положил конец военным действиям между Россией и Германией; он был подписан 3 марта 1918 года. Несколько месяцев спустя посол Германии в Москве Вильгельм фон Мирбах был застрелен российскими левыми эсерами-революционерами в попытке разжечь новую войну между Россией и Германией. 6 ноября 1918 года советское полпредство под руководством Адольфа Иоффе было выслано из Берлина за активную поддержку ноябрьской революции в Германии. В 1919 году представители Коминтерна, и в особенности Карл Радек, также незаконно вели и всячески поддерживали подрывную деятельность коммунистов в Веймарской республике.
С самого начала оба государства стремились свергнуть систему, созданную победителями в Первой мировой войне. Германия, страдавшая от обременительных репараций и уязвленная положениями коллективной ответственности Версальского договора, была побежденной нацией, переживавшей потрясения. Это и гражданская война в России сделали и Германию, и Советский Союз международными изгоями, и их сближение в межвоенный период было естественной конвергенцией. В то же время динамика их отношений определялась как отсутствием доверия, так и опасениями правительств соответствующих стран, что партнер может выйти из дипломатической изоляции и повернуться лицом к Третьей французской республике (которая в то время считалась обладательницей самой большой военной мощи в Европе) и Второй Польской республике, её союзнице. Экономические отношения СССР и Германии сошли на нет в 1933 году с приходом к власти Адольфа Гитлера, который приступил к строительству нового Великогерманского рейха; однако в конце 1930-х годов активные торговые и экономические отношения возобновились. Их кульминацией стал пакт Молотова — Риббентропа 1939 года, а также несколько торговых соглашений.
Пожалуй, не найдется более противоречивого и идеологически нагруженного вопроса, касающегося истоков Второй мировой войны, чем вопрос о политике Советского Союза при Иосифе Сталине в отношении нацистской Германии в период между приходом нацистов к власти и вторжением Германии в СССР 22 июня 1941 года. Существует множество конкурирующих и противоположных тезисов, в частности о том, что советское руководство само активно стремилось к новой большой войне в Европе, чтобы ещё больше ослабить капиталистические страны; что СССР проводил чисто оборонительную политику; или что СССР пытался избежать своего втягивания в войну, так как советские лидеры не чувствовали, что у них уже есть достаточный военный потенциал для проведения глубоких стратегических операций, а также, если перефразировать слова Сталина из Отчётного доклада на XVIII съезде ВКП(б) 10 марта 1939 года, чтобы не «таскать за британцев и французов каштаны из огня».

## Советская Россия и Веймарская Германия

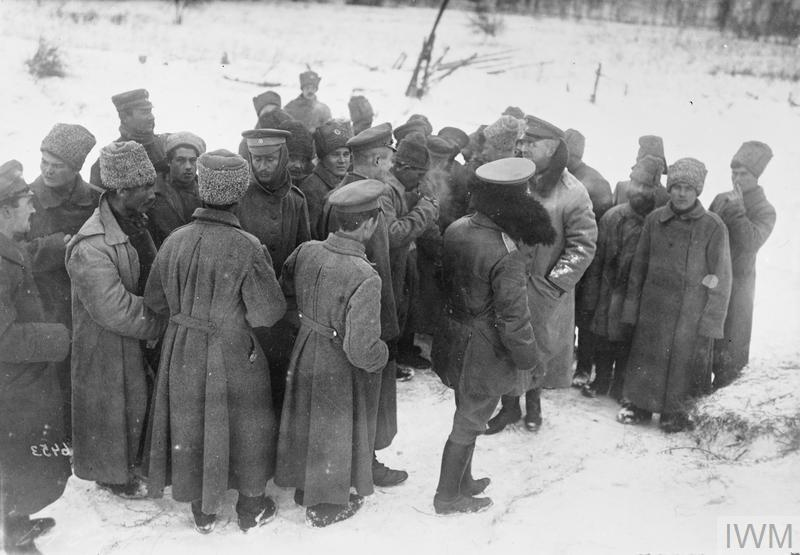
Братание немецких и большевистских войск в районе реки Ясельды. Россия, февраль 1918

Территория России, оккупированная войсками Германии и Австро-Венгрии после заключения Брестского мира. 3 марта 1918

### Революция и окончание Первой мировой войны
Итоги Первой мировой войны оказались катастрофическими как для Веймарской республики, так и для Российской Советской Федеративной Социалистической Республики. Во время войны большевики боролись за выживание, и у Владимира Ленина не было другого выхода, кроме как признать независимость Финляндии, Эстонии, Латвии, Литвы, Польши и Украины. Более того, столкнувшись с немецким военным наступлением, Ленин и Лев Троцкий были вынуждены заключить Брестский мир, уступив Германской империи значительную часть западной территории России. 11 ноября 1918 года немцы подписали перемирие с союзниками России, положив конец Первой мировой войне на Западном фронте. Но после краха Российской империи британские, французские, американские и японские войска вмешались в разгоревшуюся гражданскую войну в России.
Первоначально советское руководство надеялось на успешную социалистическую революцию в Германии как часть «мировой революции». Однако революция была подавлена правым фрайкором. Впоследствии большевики оказались втянуты в войну Советской России с Польшей 1919—1920 годов. Поскольку Польша была традиционным врагом Германии (см., например, Силезские восстания), а советское государство оказалось в международной изоляции, советское правительство стало стремиться к сближению с Германией и поэтому заняло гораздо менее враждебную позицию по отношению к ней. Эта линия последовательно проводилась под руководством народного комиссара иностранных дел Георгия Чичерина и советского полпреда Николая Крестинского. Другими советскими представителями, принимавшими участие в переговорах, были Карл Радек, Леонид Красин, Христиан Раковский, Виктор Копп и Адольф Иоффе.
В 1920-е годы многие в руководстве Веймарской Германии, чувствовавшие себя униженными условиями Версальского договора после поражения в Первой мировой войне (особенно генерал Ханс фон Сект, начальник рейхсвера), были заинтересованы в сотрудничестве с Советским Союзом как для того, чтобы отвести угрозу со стороны Второй Польской республики, поддерживаемой Третьей французской республикой, так и для предотвращения возможного советско-британского союза. Конкретными целями Германии были полное перевооружение рейхсвера, что было прямо запрещено Версальским договором, и союз против Польши. Точно неизвестно, когда состоялись первые контакты между фон Сектом и Советами, но это могло произойти уже в 1919—1921 годах, а возможно, и до подписания Версальского договора.
16 апреля 1920 года Виктор Копп, специальный представитель РСФСР в Берлине, спросил в германском министерстве иностранных дел, существует ли «возможность объединения германской и Красной армий для совместной войны против Польши». Это было ещё одно событие в начале военного сотрудничества между двумя странами, которое закончилось перед вторжением Германии в Советский Союз 22 июня 1941 года.
К началу 1921 года в министерстве рейхсвера была создана специальная группа, занимавшаяся разного рода советскими вопросами, — зондергруппа «R».
Версальский договор ограничивал численность немецкой армии до 100 тыс. человек и запрещал немцам иметь самолёты, танки, подводные лодки, тяжёлую артиллерию, отравляющий газ, противотанковое оружие и крупнокалиберные зенитные орудия. Группа инспекторов из Лиги Наций контролировала многие немецкие заводы и мастерские, чтобы убедиться, что это оружие не производится.

### Обмен военнопленными и интернированными
19 апреля 1920 года сторонами было подписано «Соглашение между РСФСР и Германией об отправке на родину военнопленных и интернированных гражданских лиц обеих сторон», в соответствии с которым подлежали выдаче военнопленные и интернированные, а 23 апреля того же года аналогичный договор был заключен между Германией и УССР.

### Рапалльский договор 1922 года и тайное военное сотрудничество

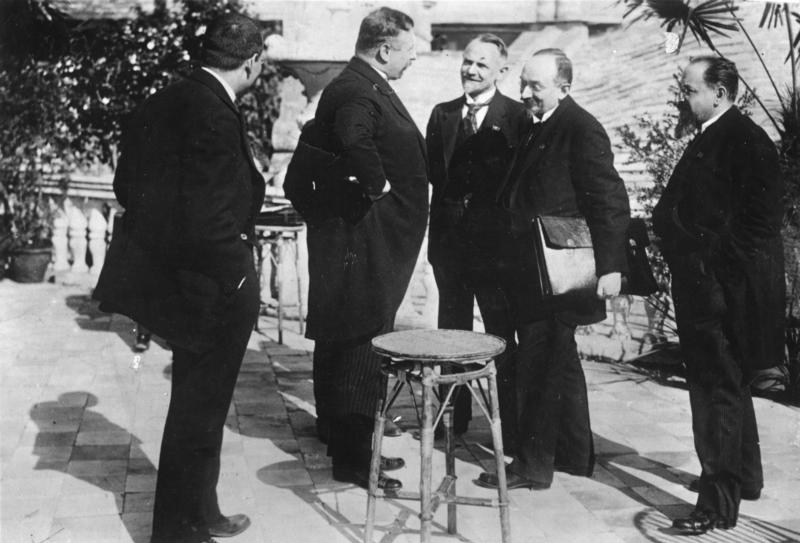
Йозеф Вирт с Леонидом Красиным, Георгием Чичериным и Адольфом Иоффе. Рапалло, 1922

Рапалльский договор между Веймарской Германией и Советской Россией был подписан министром иностранных дел Германии Вальтером Ратенау и его советским коллегой Георгием Чичериным 16 апреля 1922 года во время Генуэзской экономической конференции, аннулировав все взаимные претензии, восстановив полные дипломатические отношения и положив начало тесным торговым отношениям, которые сделали Веймарскую Германию главным торговым и дипломатическим партнером Советской России.
Вскоре распространились слухи о секретном военном дополнении к договору. Однако долгое время все сходились во мнении, что эти слухи ошибочны, и что советско-германские военные переговоры велись независимо от Рапалло и некоторое время держались в секрете от Министерства иностранных дел Германии. Позже эта точка зрения была оспорена. 5 ноября 1922 года шесть других советских республик, которые вскоре войдут в состав Советского Союза, также согласились присоединиться к Рапалльскому договору.
Советы предложили Веймарской республике объекты на своей территории для создания и испытания вооружений и военной подготовки, вдали от глаз инспекторов Версальского договора. Взамен они запросили доступ к немецким техническим разработкам и помощь в создании Генерального штаба Красной Армии.
В марте 1922 года первые немецкие офицеры отправились в этих целях в Советскую Россию. Месяцем позже в подмосковных Филях фирма «Юнкерс» в нарушение Версальского договора приступила к производству самолётов. Вскоре под Ростовом-на-Дону начал активно работать крупный производитель артиллерии Крупп. В 1925 году под Липецком была создана лётная школа для подготовки первых пилотов для будущих люфтваффе (Липецкий авиацентр). С 1926 года рейхсвер мог использовать танковое училище в Казани (Камское танковое училище) и объект для испытания химического оружия в Саратовской области (газовый полигон Томка). В свою очередь, Красная армия получила доступ к этим учебным заведениям, а также к военным технологиям и военной теории Веймарской республики.
Советский Союз предлагал также совместное строительство подводных лодок в порту на Чёрном море, но это предложение тогда не было принято.

#### Документация
Большинство документов, касающихся секретного германо-советского военного сотрудничества, в Германии систематически уничтожались. Польская и французская разведки 1920-х годов были очень хорошо информированы об этом сотрудничестве, однако это не оказало непосредственного влияния на отношения Германии с другими европейскими державами. После Второй мировой войны стали доступны документы генерала Ханса фон Секта и мемуары других немецких офицеров, а после распада Советского Союза была опубликована горстка советских документов по этому вопросу.

### Отношения в 1920-е годы

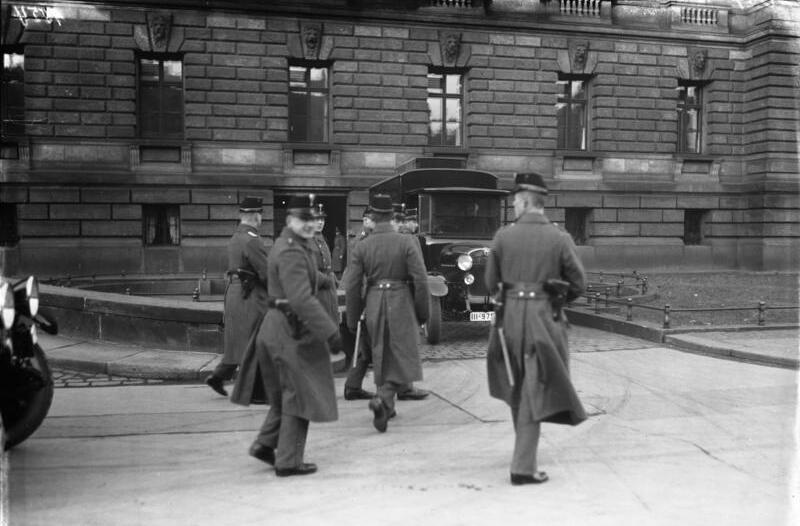
Суд над германской ЧК. Лейпциг, 1925

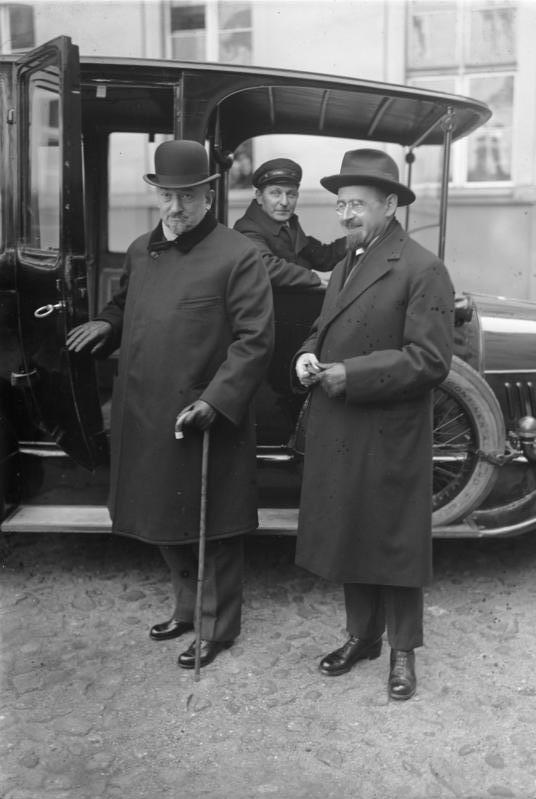
Георгий Чичерин и Николай Крестинский. Берлин, 1925

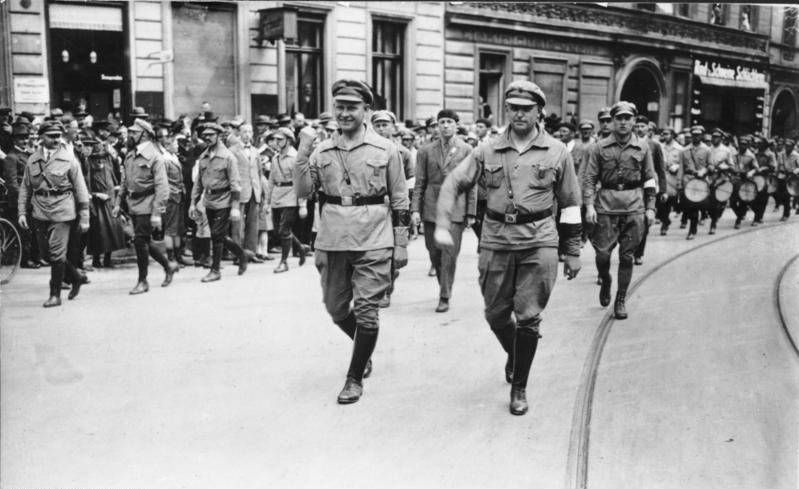
Эрнст Тельманн и Вилли Леов на демонстрации Лиги воинов Красного фронта. Берлин, 1927

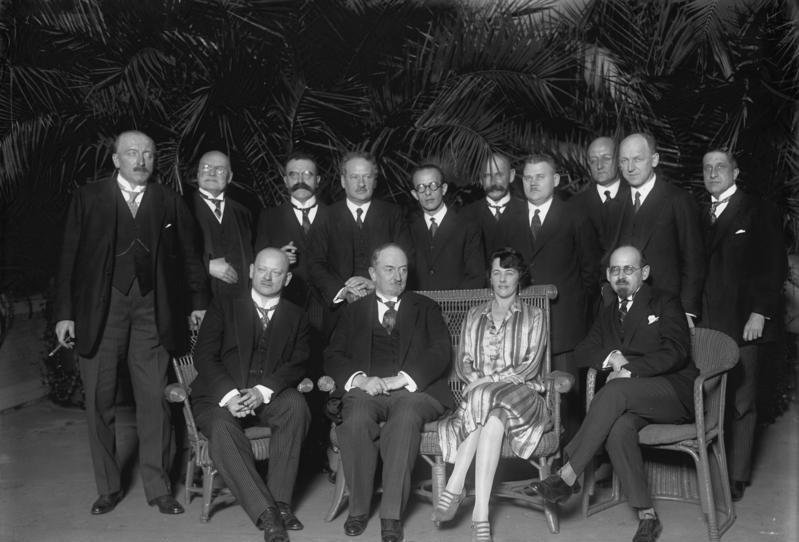
Густав Штреземан, Георгий Чичерин, госпожа Штреземан и Николай Крестинский. Берлин, 1928

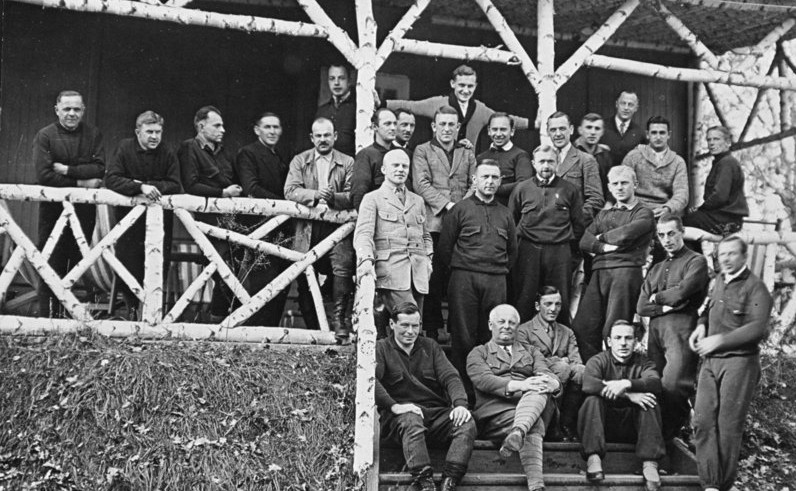
Немецкий персонал на советском заводе химического оружия. Томка, 1928

### Торговля
С конца девятнадцатого века Германия, имеющая мало природных ресурсов, в значительной степени зависела от российского импорта сырья. До Первой мировой войны Германия ежегодно импортировала из России сырье и другие товары на 1,5 миллиарда рейхсмарок. После Первой мировой войны этот показатель снизился, но после подписания торговых соглашений между двумя странами в середине 1920-х годов, к 1927 году объём торговли вырос до 433 миллионов рейхсмарок в год. В конце 1920-х годов Германия помогла советской промышленности начать модернизацию, а также оказала содействие в создании танкового производства на Ленинградском заводе «Большевик» и Харьковском паровозостроительном заводе.
Страх Германии перед международной изоляцией из-за возможного сближения СССР с Францией, которая была главным соперником Германии в Европе, был ключевым фактором ускорения экономических переговоров — 12 октября 1925 года было заключено торговое соглашение между двумя странами.

### Планы в отношении Польши
Оказывая военную и экономическую помощь Советской России, Германия получала от неё также и политическую поддержку своих устремлений. 19 июля 1920 года Виктор Копп сообщил немецкому министерству иностранных дел, что Советская Россия хотела бы иметь «общую границу с Германией, к югу от Литвы, примерно по линии Белостока». Другими словами, Польша должна была быть разделена ещё раз. Эти предложения повторялись на протяжении многих лет, причём СССР всегда стремился подчеркнуть, что идеологические различия между двумя правительствами не имеют значения; важно лишь то, что обе страны преследуют одни и те же внешнеполитические цели.
4 декабря 1924 года Виктор Копп, обеспокоенный тем, что ожидаемое принятие Германии в Лигу Наций (Германия была принята в Лигу в 1926 году) является антисоветским шагом, предложил послу Германии Ульриху Графу фон Брокдорфу-Рантцау сотрудничать против Второй Польской Республики, и секретные переговоры были санкционированы. Однако Веймарская республика отвергла любое вступление в войну.

### Дипломатические отношения
К 1919 году Германия и Россия были странами-изгоями в глазах демократических лидеров. Обе страны были исключены из крупных конференций и пользовались глубоким недоверием. Это привело к сближению Москвы и Берлина, в частности, по итогам переговоров и договора в Рапалло. Немецких дипломатов беспокоила революционная природа Советской России, но их успокаивала ленинская Новая экономическая политика, которая казалось бы восстановила подобие капитализма. Берлинские чиновники пришли к выводу, что их политика взаимоотношений была успешной. Однако в 1927 году возникла тревога новой мировой войны и Берлину стало понятно, что Коминтерн и Сталин не отражают отход от революционного марксизма-ленинизма по экспорту мировой революции во все страны мира.
В 1925 году Германия прервала свою дипломатическую изоляцию и приняла участие в Локарнских договорах с Францией и Бельгией, обязавшись не нападать на них. Советский Союз рассматривал западноевропейскую разрядку как потенциальное углубление собственной политической изоляции в Европе, в частности, за счет ослабления советско-германских отношений. По мере того как Германия становилась менее зависимой от Советского Союза, она все больше не желала терпеть подрывное вмешательство Коминтерна: в 1925 году в Лейпциге несколько членов коммунистической организации «Красная помощь» (Rote Hilfe) предстали перед судом за государственную измену (процесс против ЧК).
24 апреля 1926 года Веймарская республика и Советский Союз заключили в Берлине ещё один договор, провозгласивший присоединение сторон к Рапалльскому договору и нейтралитет на пять лет. Он был подписан министром иностранных дел Германии Густавом Штреземаном и советским полпредом Николаем Крестинским. Берлинский договор был воспринят как непосредственная угроза со стороны Польши (что способствовало успеху майского переворота в Варшаве), и с осторожностью со стороны других европейских государств относительно его возможного влияния на обязательства Германии как участника Локарнских соглашений. Франция также выразила озабоченность по этому поводу в контексте ожидаемого членства Германии в Лиге Наций.

### Третий период
В 1928 году 9-й пленум Исполнительного комитета Коммунистического Интернационала и его 6-й конгресс в Москве отдали предпочтение программе Сталина перед линией, проводимой генеральным секретарем Коминтерна Николаем Бухариным. В отличие от Бухарина, Сталин считал, что глубокий кризис западного капитализма неизбежен, и он осудил сотрудничество международных коммунистических партий с социал-демократическими движениями, назвав их социал-фашистами, и настаивал на гораздо более строгом подчинении международных коммунистических партий Коминтерну, то есть советскому руководству. Этот период был известен как Третий период. Соответственно изменилась и политика Коммунистической партии Германии (КПГ) под руководством Эрнста Тельмана. Относительно независимая КПГ начала 1920-х годов почти полностью подчинила себя Советскому Союзу.
Приказ Сталина о том, что Коммунистическая партия Германии никогда больше не должна голосовать с социал-демократами, совпал с его соглашением в декабре 1928 года с так называемым «Союзом промышленников». По этому соглашению Союз промышленников Германии согласился предоставить Советскому Союзу современную оружейную промышленность и промышленную базу для её поддержки на двух условиях.
Во-первых, Союз промышленников требовал оплаты в твердой валюте, а не в никчемных советских рублях. Сталин же отчаянно хотел получить их оружие, включая зенитные орудия, гаубицы, противотанковые пушки, пулемёты и т. д., но у него катастрофически не хватало денег. Поскольку до Первой мировой войны Россия была крупным экспортёром пшеницы, Сталин решил согнать непокорных крестьян-кулаков в пустоши Сибири и создать на их землях огромные колхозы (подобные тем, которые Крупп создал на Северном Кавказе) площадью 50 тысяч гектаров. Таким образом, в 1930—1931 годах огромный поток советской пшеницы по ценам рабского труда наводнил ничего не подозревающие мировые рынки, где уже преобладали излишки, тем самым вызвав нищету и бедствие североамериканских фермеров. Однако СССР получил драгоценную иностранную валюту для оплаты немецкого вооружения.
Однако Союз промышленников интересовался не только деньгами за оружие, он хотел получить политическую уступку, так как боялся прихода левых сил в Германии и был раздражён тем, что коммунисты и социал-демократы возражали против выделения средств на разработку новых бронированных крейсеров. Сталин не испытывал бы угрызений совести, приказав немецким коммунистам перейти на другую сторону, если бы это отвечало его целям. СССР вёл переговоры с немецкими производителями вооружений в течение всего лета 1928 года и был полон решимости модернизировать свои вооружённые силы. Поэтому с 1929 года коммунисты верно голосовали в рейхстаге вместе с крайне правой Немецкой национальной народной партией и гитлеровской НСДАП, несмотря на борьбу с ними на улицах.
Опираясь на доктрину внешней политики, которой придерживалось советское руководство в 1920-е годы, в своём докладе Центрального комитета съезду ВКП(б) 27 июня 1930 года Сталин приветствовал международную дестабилизацию и рост политического экстремизма среди капиталистических держав.

### Начало 1930-х годов
Наиболее интенсивный период военного сотрудничества СССР с Веймарской Германией пришелся на 1930—1932 годы. 24 июня 1931 года было подписано продление Берлинского договора 1926 года, однако из-за внутриполитической борьбы он был ратифицирован рейхстагом только в 1933 году. Советское недоверие возникло во время Лозаннской конференции 1932 года, когда прошел слух, что канцлер Германии Франц фон Папен предложил премьер-министру Франции Эдуару Эррио военный союз. CCCP также быстро развивал свои собственные отношения с Францией и её главным союзником, Польшей. Кульминацией этого стало заключение советско-польского пакта о ненападении от 25 июля 1932 года и советско-французского пакта о ненападении 29 ноября 1932 года.
Конфликт между Коммунистической партией Германии и Социал-демократической партией Германии в значительной степени способствовал гибели Веймарской республики. Однако вопрос о том, стал ли захват власти Гитлером неожиданностью для СССР, является спорным. Некоторые авторы утверждают, что Сталин сознательно способствовал приходу Гитлера к власти, направив политику Коммунистической партии Германии по самоубийственному пути, чтобы способствовать межимпериалистической войне, но многие другие авторы отвергают эту теорию.
В этот период торговля между Германией и Советским Союзом сократилась по мере укрепления изоляционистского сталинского режима и отказа от военного контроля после Первой мировой войны, что привело к снижению зависимости Германии от советского импорта до 223 млн рейхсмарок к 1934 году.

### Преследование этнических немцев в Советском Союзе
В СССР проживало большое количество этнических немцев, особенно в Поволжской немецкой автономной советской социалистической республике, которым Сталин не доверял и преследовал с 1928 по 1948 год. Они были относительно хорошо образованы, и поначалу классовые факторы играли главную роль, уступив после 1933 года место этническим связям с нацистским режимом Германии в качестве главного критерия. После немецкого вторжения 1941 года налоги возросли. Некоторые поселения были навсегда изгнаны на восток Урала.

## Нацистская Германия и Советский Союз перед Второй мировой войной
Немецкие документы, относящиеся к советско-германским отношениям, были захвачены американской и британской армиями в 1945 году и вскоре после этого опубликованы Государственным департаментом США.

### Первоначальные отношения после избрания Гитлера

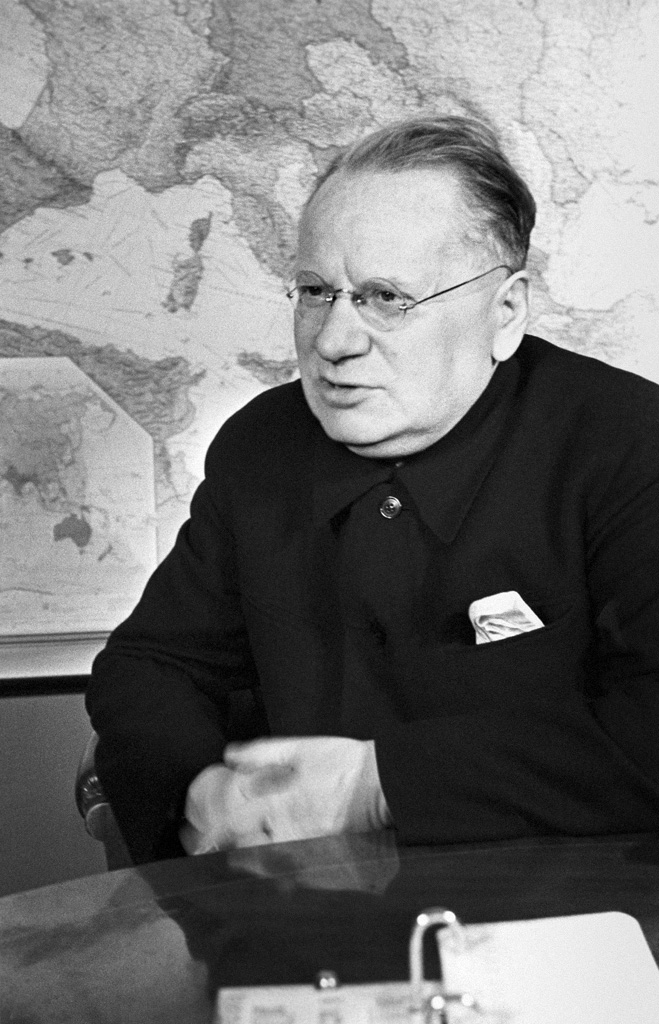
Максим Литвинов считал нацистскую Германию самой большой угрозой для СССР

После прихода к власти 30 января 1933 года Адольф Гитлер начал подавление Коммунистической партии Германии. Нацисты приняли полицейские меры против советских торговых представительств, компаний, представителей прессы и отдельных граждан в Германии. Они также развернули антисоветскую пропагандистскую кампанию в сочетании с отсутствием доброй воли в дипломатических отношениях, хотя министерство иностранных дел Германии под руководством Константина фон Нейрата решительно выступало против разрыва. Во втором томе своей программной книги «Моя борьба» Гитлер призывал к созданию на Востоке (в частности, в России) жизненного пространства для немецкой нации и изображал коммунистов евреями (см. также Теория коммунистического заговора евреев), которые разрушают великую нацию.
Реакция Москвы на эти шаги Берлина поначалу была сдержанной, за исключением нескольких неуверенных нападок на новое немецкое правительство в советской прессе. Поскольку жёсткие антисоветские действия немецкого правительства не прекращались, СССР развернул свою собственную пропагандистскую кампанию против нацистов, но к маю 1933 года обстановка разрядилась. 5 мая 1933 года в Германии было ратифицировано продление Берлинского договора 1931 года. В августе 1933 года Молотов заверил германского посла Герберта фон Дирксена, что советско-германские отношения будут зависеть исключительно от отношения Германии к Советскому Союзу. Однако доступ рейхсвера к трём военным полигонам (Липецк, Кама и Томка) был резко прекращён Советским Союзом в августе-сентябре 1933 года. Политическое взаимопонимание между Советским Союзом и нацистской Германией было окончательно нарушено германо-польским пактом о ненападении от 26 января 1934 года между нацистской Германией и Второй Польской Республикой.
Максим Литвинов, с 1930 года занимавший пост народного комиссара иностранных дел СССР, считал нацистскую Германию самой большой угрозой для Советского Союза. Однако, поскольку Красная армия считалась недостаточно сильной, а СССР стремился избежать втягивания в общеевропейскую войну, он начал проводить политику коллективной безопасности, пытаясь сдержать нацистскую Германию посредством сотрудничества с Лигой Наций и западными державами. Отношение СССР к Лиге Наций и международному миру изменилось. В 1933—1934 годах Советский Союз был впервые дипломатически признан Испанией, США, Венгрией, Чехословакией, Румынией и Болгарией, а в сентябре 1934 года вступил в Лигу Наций. Часто утверждается, что изменение советской внешней политики произошло примерно в 1933—1934 годах, и что оно было вызвано приходом к власти в Германии Адольфа Гитлера. Однако советский поворот в сторону французской Третьей республики в 1932 году (о котором говорилось выше), также мог быть частью изменения советской политики.

### Отношения в середине 1930-х годов
2 мая 1935 года Франция и СССР подписали пятилетний франко-советский договор о взаимопомощи. Ратификация договора Францией стала одной из причин, побудивших Гитлера ремилитаризировать Рейнскую область 7 марта 1936 года.
7-й Всемирный конгресс Коминтерна в 1935 году официально одобрил стратегию Народного фронта по формированию широких союзов с партиями, готовыми противостоять фашизму — коммунистические партии начали проводить эту политику с 1934 года. Также в 1935 году на 7-м Конгрессе Советов (в ходе исследования противоречий) Молотов подчеркнул необходимость хороших отношений с Берлином.

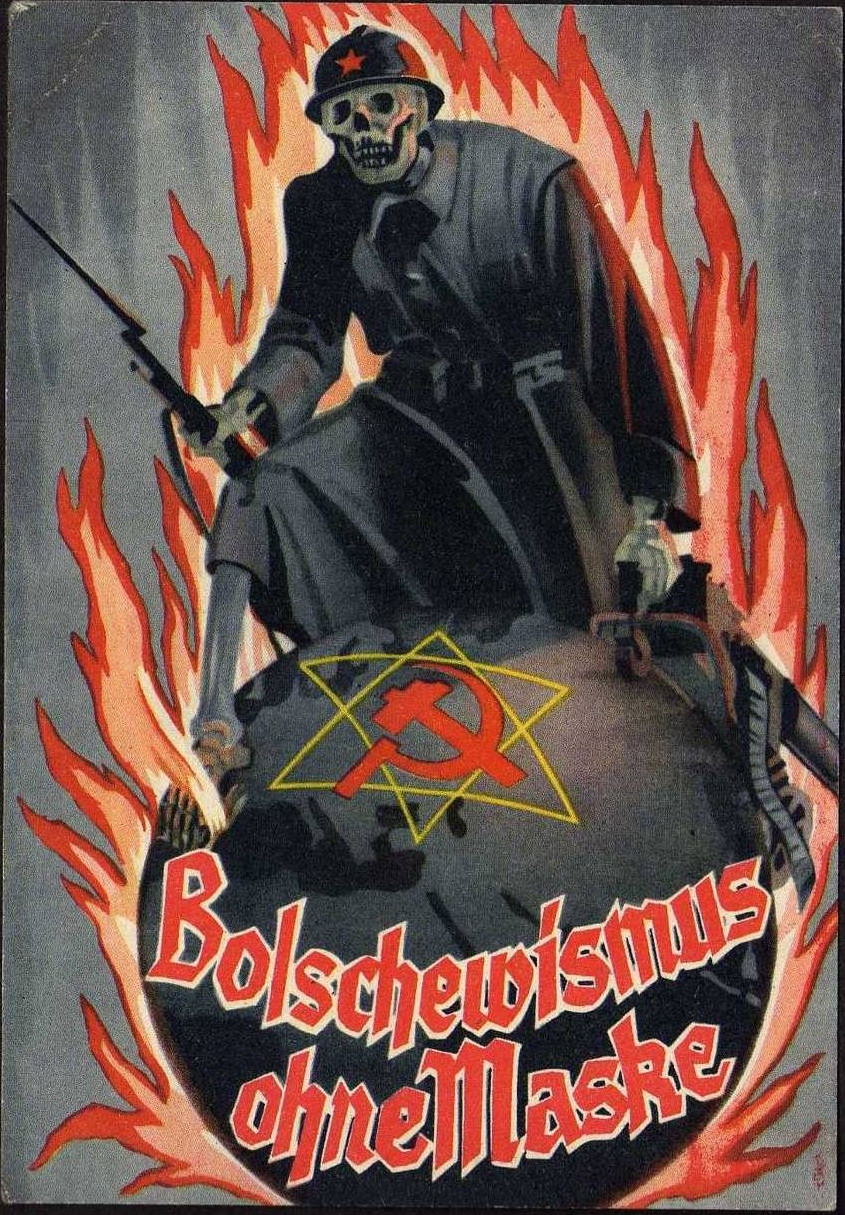
Пропагандистский плакат «Большевизм без маски». 1939

25 ноября 1936 года нацистская Германия и императорская Япония заключили Антикоминтерновский пакт, к которому фашистская Италия присоединилась в 1937 году.
В экономическом плане Советский Союз предпринимал неоднократные усилия по восстановлению более тесных контактов с Германией в середине 1930-х годов. Советский Союз стремился в основном погасить долги, образовавшиеся в результате прежней торговли сырьём, в то время как Германия стремилась перевооружиться. В 1935 году две страны подписали кредитное соглашение. К 1936 году кризисы в поставках сырья и продовольствия вынудили Гитлера издать указ о четырёхлетнем плане перевооружения «без учёта затрат». Однако, несмотря на эти проблемы, Гитлер отверг попытки Советского Союза добиться более тесных политических связей с Германией наряду с заключением дополнительного кредитного соглашения.
Стратегия Литвинова столкнулась с идеологическими и политическими препятствиями. Правящие консерваторы в Великобритании, которые доминировали в Палате общин с 1931 года, продолжали считать Советский Союз не меньшей угрозой, чем нацистскую Германию (некоторые считали СССР большей угрозой). В то же время поскольку Советский Союз переживал потрясения в разгар Великой чистки 1934—1940 годов, Запад не воспринимал его как потенциально ценного союзника.
Ещё больше осложнило ситуацию то, что в результате чистки в Народном комиссариате иностранных дел Советский Союз был вынужден закрыть довольно большое количество посольств за рубежом. В то же время чистки сделали менее вероятным подписание экономического соглашения с Германией: они нарушили и без того запутанную советскую административную структуру, необходимую для переговоров, и тем самым побудили Гитлера считать СССР слабым в военном отношении.

### Гражданская война в Испании
В ходе гражданской войны в Испании (17 июля 1936 — 1 апреля 1939) республиканское правительство, поддерживаемое коммунистами, и поднявшие вооружённый мятеж националисты во главе с генералом Франсиско Франко боролись за контроль над страной. Германия направила на помощь националистам свои элитные авиационные и танковые подразделения, а Италия — несколько боевых дивизий. Советский Союз в свою очередь направил для поддержки республиканцев военных и политических советников, а также предоставил военную технику (танки и самолёты) и боеприпасы. Коминтерн помогал коммунистическим партиям всего мира направлять добровольцев в интернациональные бригады, которые сражались на стороне республиканцев.

### Провалы коллективной безопасности
Политика Литвинова по сдерживанию Германии с помощью коллективной безопасности потерпела полный крах после заключения Мюнхенского соглашения 29 сентября 1938 года, когда Великобритания и Франция высказались за самоопределение немцев Судетской области вместо территориальной целостности Чехословакии, игнорируя позицию СССР. Однако до сих пор остается спорным, выполнил бы Советский Союз свои гарантии Чехословакии ещё до Мюнхена в случае фактического вторжения Германии, которому сопротивлялась бы Франция.
В апреле 1939 года Литвинов начал переговоры о трёхстороннем союзе с новыми послами Великобритании и Франции (Уильям Сидс, которому помогали Уильям Стрэнг, и Поль-Эмиль Наггиар) в попытке сдержать Германию. Однако они постоянно затягивались и проходили с большими задержками.
Западные державы считали, что войны ещё можно избежать, а СССР, сильно ослабленный чистками, не мог выступать в качестве главного военного участника. СССР более или менее не соглашался с ними по обоим вопросам, подходя к переговорам с осторожностью из-за традиционной враждебности капиталистических держав. Советский Союз также вёл секретные переговоры с нацистской Германией, а официальные — с Великобританией и Францией. С самого начала переговоров с Францией и Великобританией Советский Союз требовал включения Финляндии в свою сферу влияния.

## Пакт Молотова — Риббентропа

### Предпосылки и обсуждения (1939)
К концу 1930-х годов, поскольку немецкий автаркический экономический подход или союз с Великобританией были невозможны, более тесные отношения с Советским Союзом представлялись необходимыми хотя бы по экономическим причинам. Германии не хватало нефти, и она могла покрыть только 25 % своих собственных потребностей, в результате чего страна недополучала около 2 млн тонн в год, что на 10 млн тонн меньше запланированных мобилизационных показателей, в то время как Советскому Союзу требовалось множество других ключевых видов сырья, таких как руды (включая железо и марганец), каучук, пищевые жиры и масла. Тогда как советский импорт в Германию сократился до 52,8 млн рейхсмарок в 1937 году, масштабное увеличение производства вооружений и критический дефицит сырья заставили Германию изменить свою прежнюю позицию, продвинув в начале 1939 года экономические переговоры.
3 мая 1939 года Литвинов был отстранен от должности, а руководить иностранными делами был назначен Вячеслав Молотов, у которого с Литвиновым были натянутые отношения, он не был еврейского происхождения (в отличие от Литвинова) и всегда выступал за нейтралитет по отношению к Германии. Комиссариат иностранных дел был очищен от сторонников Литвинова и евреев. Все это вполне может иметь чисто внутренние причины, но это также может быть сигналом для Германии, что эра антигерманской коллективной безопасности прошла, или сигналом для британцев и французов, что Москву следует воспринимать более серьёзно в переговорах о трехстороннем союзе и что она готова к договоренностям без старого багажа коллективной безопасности, или даже и то, и другое..
Перестановки были восприняты Германией с опаской, как возможность.
Иногда утверждают, что Молотов продолжал переговоры с Великобританией и Францией, чтобы побудить немцев сделать предложение о заключении договора о ненападении, и что тройственный союз потерпел неудачу из-за решимости СССР заключить пакт с Германией. Другая точка зрения заключается в том, что стремление СССР к тройственному союзу было искренним и что советское правительство обратилось к Германии только тогда, когда союз с западными державами оказался невозможным.
Дополнительными факторами, подтолкнувшими Советский Союз к сближению с Германией, могли стать подписание пакта о ненападении между Германией, Латвией и Эстонией 7 июня 1939 года и угроза со стороны императорской Японии на Востоке, о чём свидетельствуют бои на Халхин-Голе в тот самый период (11 мая — 16 сентября 1939 года). Молотов предположил, что нападение Японии могло быть инспирировано Германией с целью помешать заключению трехстороннего союза.
В июле велись открытые советско-германские торговые переговоры. В конце июля и начале августа переговоры между сторонами перешли к потенциальной сделке, но советские переговорщики ясно дали понять, что сначала необходимо выработать экономическую сделку. После того, как Германия запланировала вторжение в Польшу на 25 августа и подготовилась к последующей войне с Францией, немецкие военные планировщики подсчитали, что британская морская блокада ещё больше усугубит острую нехватку сырья, единственным потенциальным поставщиком которого был Советский Союз.
Затем, 3 августа, министр иностранных дел Германии Иоахим Риббентроп изложил план, в котором Германия и Советский Союз договорились бы о невмешательстве в дела друг друга и отказались бы от мер, направленных против жизненных интересов друг друга, и что «нет такой проблемы между Балтийским и Чёрным морями, которая не могла бы быть решена между нами двумя». Немцы заявили, что «в идеологии Германии, Италии и Советского Союза есть один общий элемент: оппозиция капиталистическим демократиям Запада», и объяснили, что их прежняя враждебность к советскому большевизму ослабла после ряда изменений (перестановок и репрессий) в Коминтерне и отказа СССР от мировой революции.

### Заключение договоров и коммерческих сделок

Слева: раздел сфер интересов в Восточной Европе по Секретному доп. протоколу. Справа: фактические изменения территорий к 1941 году.
Оранжевым цветом изображены территории, отходящие и отошедшие к СССР, голубым — территории, отошедшие к Германскому рейху, фиолетовым — территории, оккупированные Германией (Варшавское генерал-губернаторство, Норвегия и протекторат Богемия и Моравия)

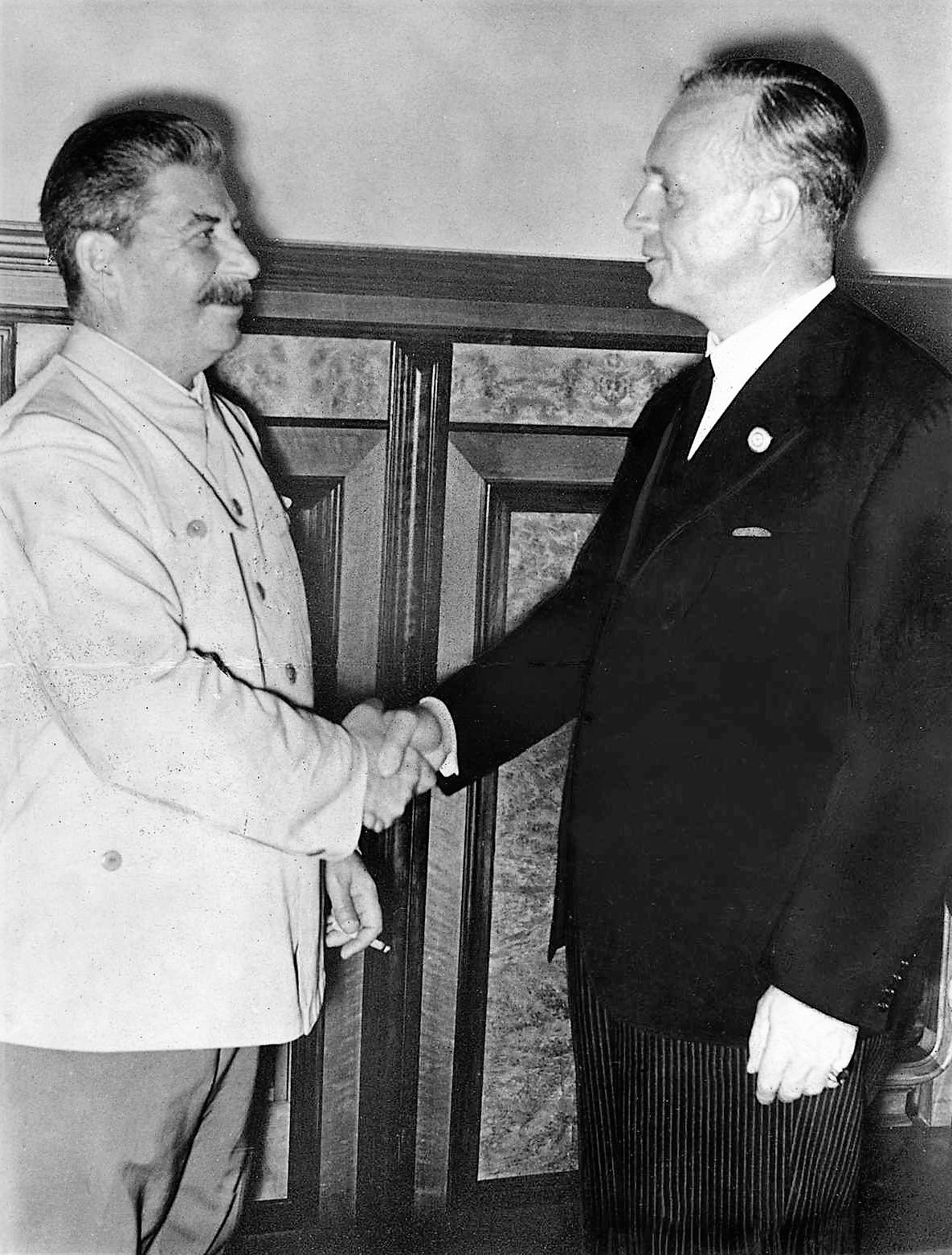
Министр иностранных дел Германии Иоахим фон Риббентроп и секретарь ЦК ВКП(б) Иосиф Сталин в Кремле. Москва, 23 августа 1939

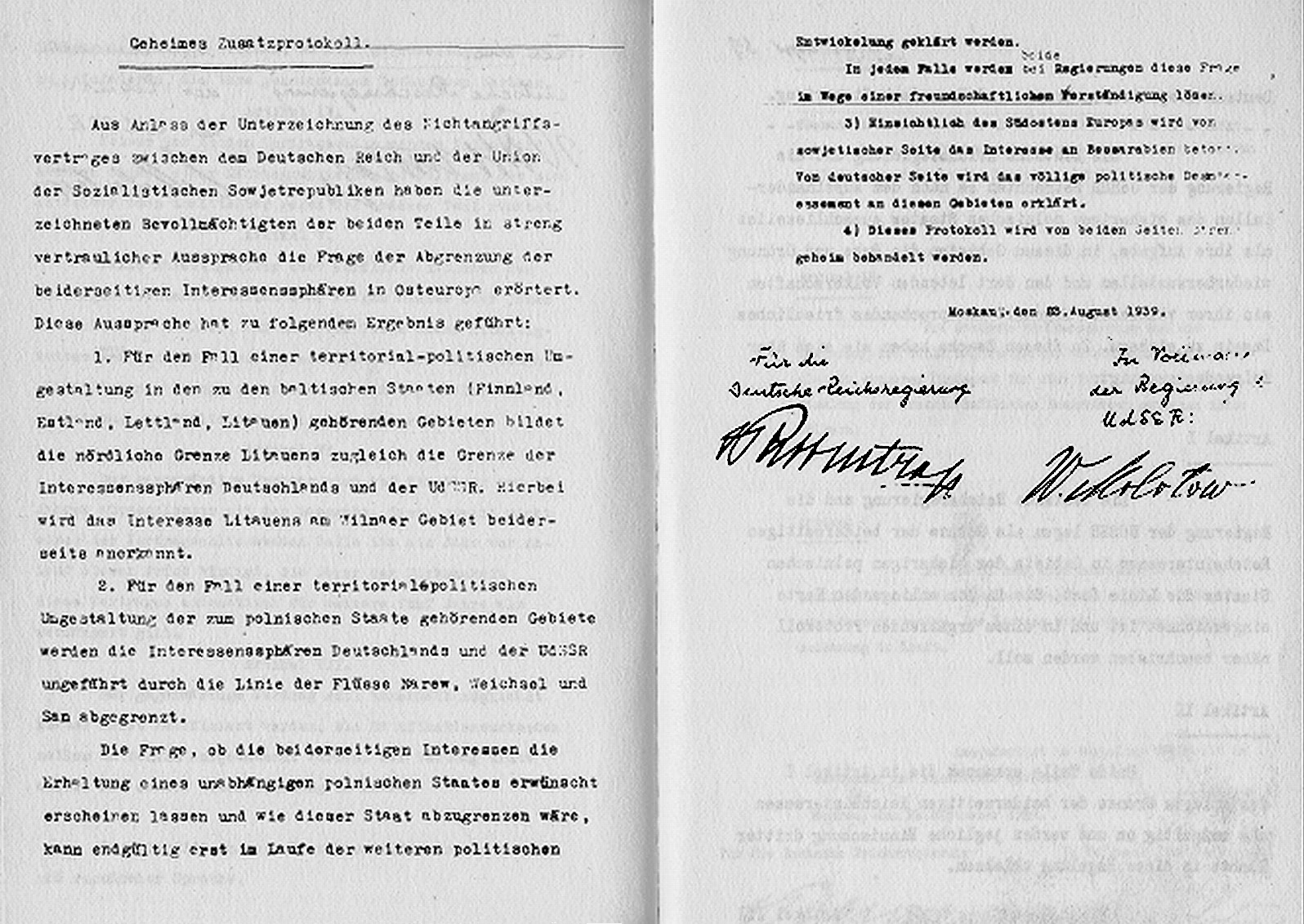
Подписи на секретном протоколе

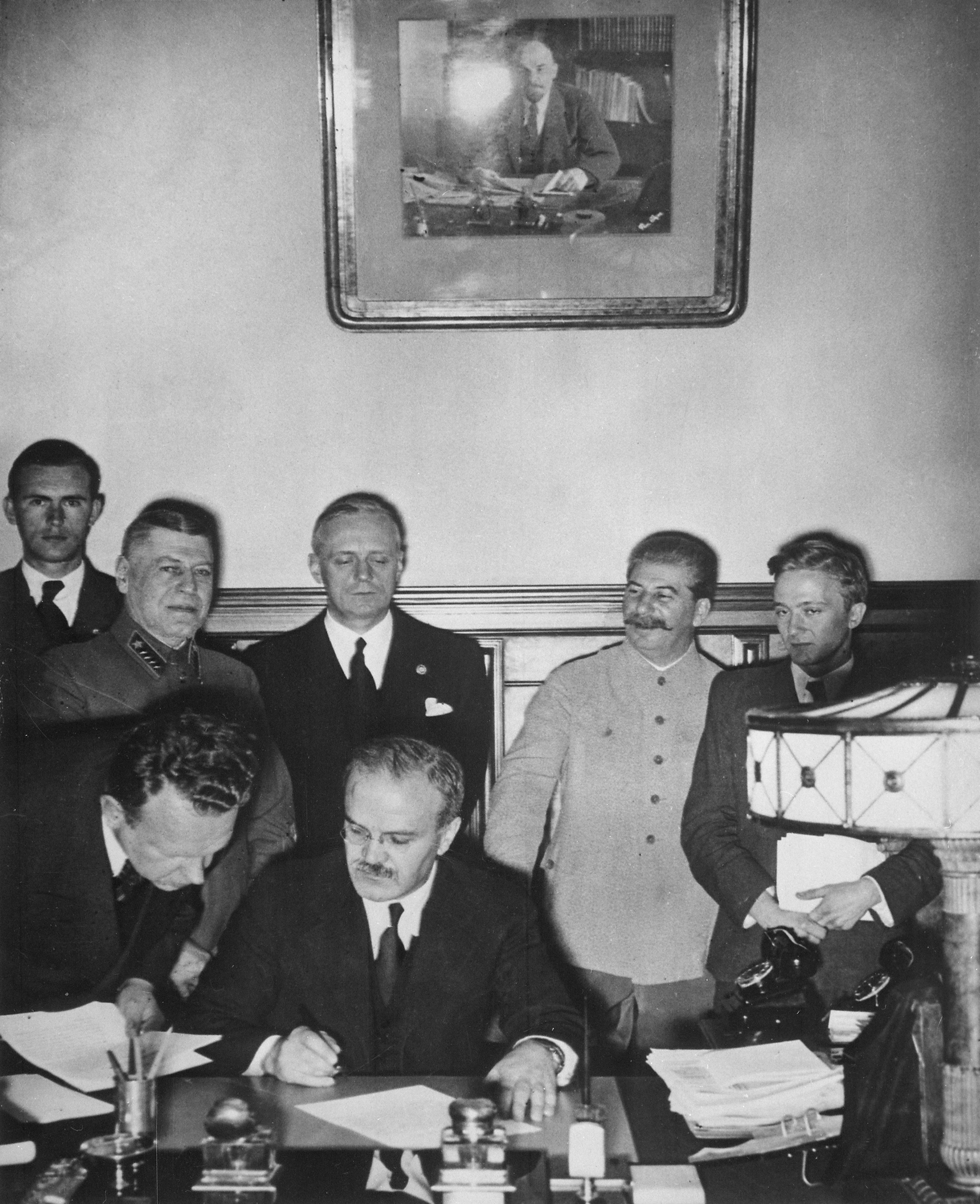
Молотов подписывает Договор о дружбе и границе, за ним Риббентроп, справа Сталин. Москва, 28 сентября 1939

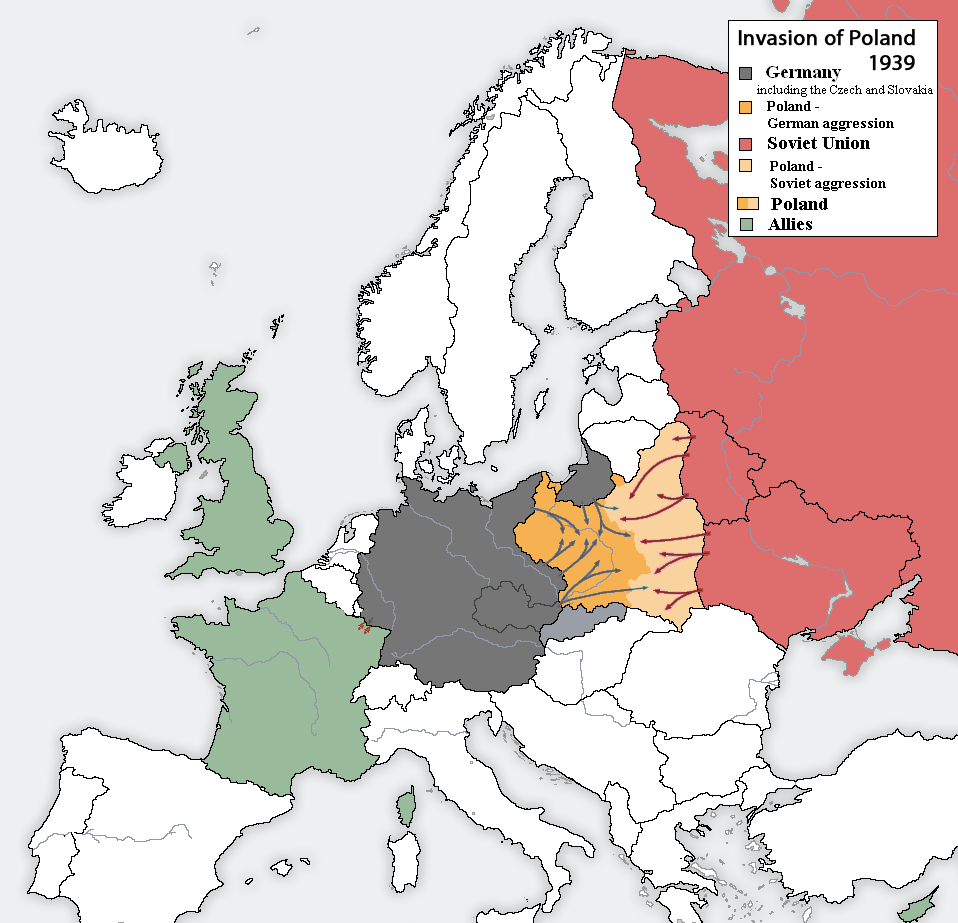
Вторжение в Польшу: Германия (серый), Советский Союз (красный) и европейские союзники Польши (зеленый)

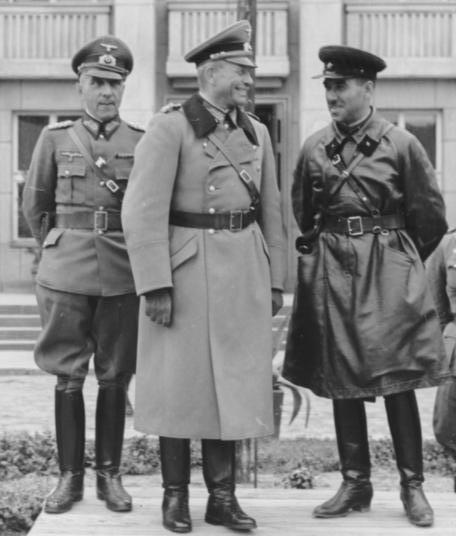
Генерал танковых войск Гейнц Гудериан (в центре), комбриг Семён Кривошеин (справа) и генерал Мориц фон Викторин (слева). Совместный парад вермахта и РККА в Бресте. Сентябрь 1939

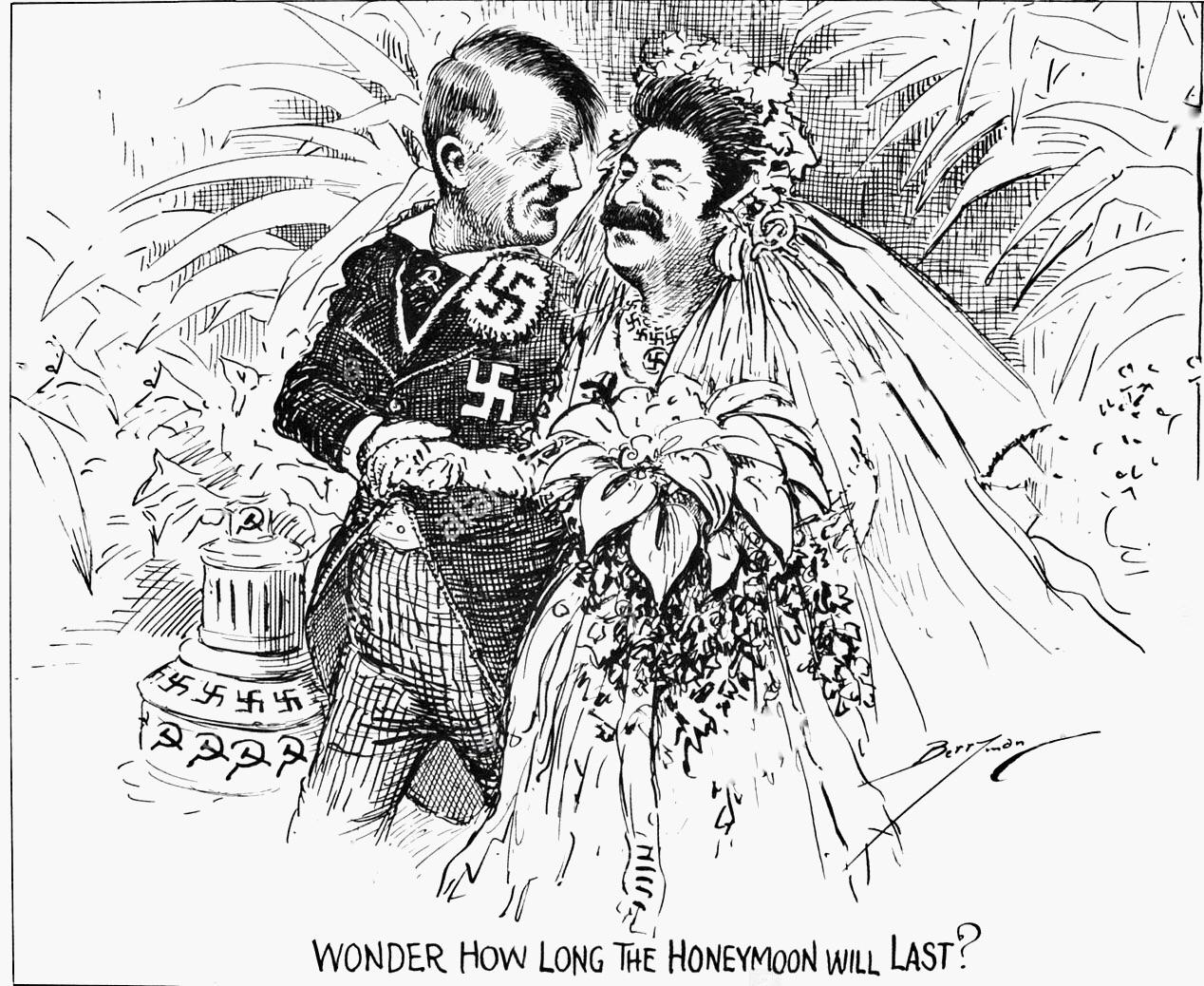
«Интересно, сколько продлится медовый месяц?». Клиффорд Берримен. («The Washington Star», октябрь 1939)

К 10 августа 1939 года страны проработали последние мелкие технические детали, чтобы окончательно оформить экономическое соглашение, но советское руководство отложило подписание этого соглашения почти на десять дней, пока не убедилось, что достигло политического соглашения с Германией. Советский полпред объяснил немецким чиновникам, что СССР начал переговоры с Великобританией «без особого энтузиазма» в то время, когда казалось, что Германия не «придёт к пониманию», и параллельные переговоры с британцами не могут быть просто прерваны, поскольку они были начаты после «зрелого рассмотрения». Между тем все внутренние немецкие военные и экономические исследования утверждали, что Германия обречена на поражение, по крайней мере, без советского нейтралитета.
19 августа 1939 года было заключено германо-советское коммерческое соглашение. Оно охватывало «текущий» бизнес, который подразумевал обязательство СССР поставить сырье на 180 млн рейхсмарок в ответ на немецкие заказы, в то время как Германия разрешала СССР заказывать немецкие промышленные товары на 120 млн рейхсмарок. В соответствии с соглашением Германия также предоставила Советскому Союзу товарный кредит в размере 200 млн рейхсмарок на 7 лет для покупки немецких промышленных товаров по чрезвычайно выгодной процентной ставке.
22 августа 1939 года секретные политические переговоры были раскрыты, когда немецкие газеты объявили, что Советский Союз и нацистская Германия собираются заключить пакт о ненападении, и что затянувшиеся переговоры Советского Союза о Тройственном союзе с Францией и Великобританией приостановлены. СССР обвинил западные державы в нежелании серьёзно отнестись к предлагаемой им военной помощи и признать его право пересечь Польшу и Румынию, если потребуется, против их воли, а также в неспособности направить представителей с более важными и четко определёнными полномочиями и разрешить разногласия по поводу понятия «косвенная агрессия».
23 августа 1939 года немецкая делегация во главе с министром иностранных дел Иоахимом фон Риббентропом прибыла в Москву, а ночью следующего дня он и его советский коллега Вячеслав Молотов в присутствии Иосифа Сталина подписали Договор о ненападении между Германией и СССР, получивший название «пакт Молотова — Риббентропа». Десятилетний пакт о ненападении декларировал неизменную приверженность обеих сторон Берлинскому договору (1926), при этом к пакту прилагался секретный дополнительный протокол, который разделил Восточную Европу на германскую и советскую зоны влияния:
1. В случае территориально-политического переустройства территорий, принадлежащих странам Балтии (Финляндии, Эстонии, Латвии, Литве), северная граница Литвы будет представлять собой границу сфер влияния Германии и СССР. В этой связи интерес Литвы к Виленскому району признается каждой из сторон.
2. В случае территориально-политического переустройства территорий, принадлежащих Польскому государству, сферы влияния Германии и СССР будут ограничены приблизительно линией рек Нарев, Висла и Сан.
Вопрос о том, делают ли интересы обеих сторон желательным сохранение независимого польского государства и как это государство должно быть ограничено, может быть определённо решен только в ходе дальнейшего политического развития.
В любом случае, оба правительства решат этот вопрос путем дружественного соглашения.
3. В отношении Юго-Восточной Европы советская сторона обращает внимание на свой интерес к Бессарабии. Германская сторона заявляет о своей полной политической незаинтересованности в этих областях.

Секретный протокол должен рассматриваться обеими сторонами как строго секретный. 
Хотя стороны отрицали существование дополнительного протокола, слухи о нём ходили с самого начала.
Новость о пакте, о котором 24 августа объявили «Правда» и «Известия», шокирвала и удивила государственных лидеров и средства массовой информации всего мира. Большинство из них знали только о британско-французско-советских переговорах, которые велись уже в течение нескольких месяцев. Британским и французским делегациям, обсуждавшим в Москве возможность военного союза с СССР, было сказано, что «продолжение разговора не принесёт никакой пользы». 25 августа Гитлер заявил британскому послу в Берлине, что пакт с СССР освободил Германию от перспективы войны на два фронта, тем самым изменив стратегическую ситуацию по сравнению с той, которая сложилась в Первой мировой войне, и что поэтому Великобритания должна принять его требования в отношении Польши. Однако Гитлер был удивлен, когда в тот же день Великобритания подписала договор о взаимопомощи с Польшей. Это заставило его отложить запланированное на 26 августа вторжение в Польшу.
31 августа 1939 года Верховный Совет СССР ратифицировал пакт о ненападении.

## Вторая мировая война

### Немецкое вторжение в западную Польшу
1 сентября 1939 года, через неделю после подписания пакта Молотова — Риббентропа, нацистская Германия вторглась в сферу своего влияния в Польше. 3 сентября Великобритания, Австралия, Новая Зеландия и Франция, выполняя свои обязательства перед Второй Польской Республикой, объявили войну Германии. В Европе началась Вторая мировая война.
4 сентября, когда Британия блокировала Германию на море, немецкие грузовые суда, направлявшиеся в немецкие порты, были перенаправлены в советский арктический порт Мурманск. 8 сентября советская сторона согласилась пропустить их по железной дороге в советский балтийский порт Ленинград. 5 сентября Советский Союз отказался разрешить польский транзит через свою территорию, ссылаясь на угрозу быть втянутым в войну.
Шуленбург сообщил в Берлин, что нападки на действия Германии в советской прессе полностью прекратились, изображение событий в области внешней политики в основном совпадает с немецкой точкой зрения, а антинемецкая литература была изъята из продажи.
7 сентября Сталин вновь изложил новую линию Коминтерна, которая теперь основывалась на идее, что война является межимпериалистическим конфликтом и, следовательно, у рабочего класса нет причин выступать на стороне Великобритании, Франции или Польши против Германии, тем самым отступив от антифашистской политики народного фронта Коминтерна 1934—1939 годов. Он назвал Польшу фашистским государством, угнетающим белорусов и украинцев.
Немецкие дипломаты с самого начала войны призывали Советский Союз оказать немецким войскам прямую военную помощь в агрессии и выступить против Польши с востока, но СССР выжидал удобного момента и не хотел вмешиваться, поскольку Варшава ещё не пала. Решение о вторжении в ту часть восточной Польши, которая ранее была согласована как советская сфера влияния, было сообщено немецкому послу Шуленбургу в Москве 9 сентября, но фактическое вторжение было отложено ещё более чем на неделю. Польской разведке стало известно о советских планах около 12 сентября.

### Советское вторжение в восточную Польшу
17 сентября Советский Союз вторгся на польскую территорию, которая была «предоставлена» ему в соответствии с секретным протоколом пакта о ненападении. В качестве предлога для оправдания своих действий СССР сослался на крах Второй Польской республики и утверждал, что пытается помочь белорусскому и украинскому народам. Советское вторжение обычно считается прямым результатом пакта, хотя ревизионистская школа утверждает, что это якобы было не так и что советское решение было принято несколькими неделями позже. Советский шаг был осужден Великобританией и Францией, но они не вмешались в эту ситуацию. В рамках обмена захваченными польскими территориями в соответствии с секретным протоколом 17 сентября Красная армия и вермахт провели совместный военный парад в Бресте; затем город был передан советским войскам. В последующих боях с остатками армии Второй Польской Республики Советский Союз занял территории, примерно соответствовавшие его сфере интересов, определенных в секретном дополнительном протоколе к пакту Молотова — Риббентропа.
К 6 октября территория Польши была полностью оккупирована двумя державами, и польское государство было ликвидировано. В начале ноября Верховный Совет Советского Союза аннексировал оккупированные территории, и Советский Союз впервые имел общую границу с нацистской Германией, оккупированными немецкими войсками польскими территориями и Литвой.
После вторжения сотрудничество между Германией и Советским Союзом проявилось, например, в четырёх совместных совещаниях гестапо и НКВД, на которых оккупационные державы обсуждали планы по борьбе с польским движением сопротивления, по дальнейшему уничтожению польской государственности, и которые позволили обеим сторонам обменяться польскими пленными до подписания в Москве советско-германского Договора о дружбе и границе. Дальнейшее сотрудничество между гестапо и НКВД привело к обмену заключенными, среди которых были Маргарете Бубер-Нойман, Александр Вайсберг-Цыбульский, Бетти Ольберг и Макс Цукер.

### Поправка к секретным протоколам
25 сентября 1939 года, когда Гитлер всё ещё собирался включить Литву в сферу своих интересов, советское правительство предложило пересмотреть сферы влияния. 28 сентября 1939 года Молотов и Риббентроп подписали в Москве Договор о дружбе и границе, определив границы своих национальных интересов на территории бывшего польского государства. В секретном дополнительном протоколе к договору были пересмотрены сферы интересов за пределами Польши. В обмен на некоторые уже захваченные части польской территории Германия признала независимую на тот момент Литву частью советской сферы интересов.

### Расширенное коммерческое соглашение
11 февраля 1940 года Германия и Советский Союз заключили сложный торговый пакт, который был в четыре раза больше, чем тот, который две страны подписали в августе 1939 года. Торговый пакт во многом помог Германии преодолеть британскую блокаду страны. В первый год Германия получила 1 млн тонн зерновых, полмиллиона тонн пшеницы, 900 тыс. тонн нефти, 100 тыс. тонн хлопка, 500 тыс. тонн фосфатов и значительное количество другого жизненно важного сырья, наряду с транзитом 1 млн тонн соевых бобов из Маньчжурии. Эти и другие грузы перевозились через советские и оккупированные польские территории, что позволило нацистской Германии обойти британскую морскую блокаду. СССР должен был получить морской крейсер, чертежи линкора «Бисмарк», тяжёлые морские орудия, другое военно-морское оборудование и тридцать новейших немецких военных самолётов, включая истребитель Bf 109, истребитель Bf 110 и бомбардировщик Ju 88. В соответствии с договором СССР получал также нефтяное и электрическое оборудование, локомотивы, турбины, генераторы, дизельные двигатели, корабли, станки и образцы немецкой артиллерии, танков, взрывчатки, оборудования для химической войны и многое другое. СССР также предоставил Германии базу для подводных лодок «Базис Норд» под Мурманском, что обеспечило место для дозаправки и технического обслуживания, а также взлётную площадку для рейдов и атак на судоходство Великобритании.

### Война СССР с Финляндией
Последние переговоры с Финляндией были начаты советской стороной в рамках политики коллективной безопасности в апреле 1938 года и были направлены на достижение взаимопонимания и обеспечение благоприятной позиции Финляндии в случае нападения Германии на Советский Союз через финскую территорию, но они оказались безрезультатными из-за нежелания Финляндии нарушить нейтралитет, и переговоры закончились в апреле 1939 года, незадолго до отставки Литвинова. 13 октября 1939 года в Москве начались новые переговоры, и Советский Союз (в лице Сталина, Молотова и Владимира Потемкина) представил Финляндии предложения, включающие пакт о взаимопомощи, аренду военной базы Ханко и передачу Советскому Союзу 70-километровой территории на Карельском перешейке, расположенной непосредственно к северу от Ленинграда, в обмен на приграничные земли дальше на север. Однако Финляндия отказалась принять это предложение.
30 ноября 1939 года Красная армия напала на Финляндию. 14 декабря Советский Союз был исключен из Лиги Наций за развязывание войны. После катастрофического начала кампании и непропорционально большого числа погибших красноармейцев Ворошилов был заменен Семеном Тимошенко на посту командующего фронтом 7 января 1940 года (а четыре месяца спустя — на посту народного комиссара обороны). В середине февраля 1940 года советским войскам удалось прорвать линию Маннергейма, и Финляндия потребовала перемирия.
Московский мирный договор был подписан 12 марта 1940 года, и в полдень следующего дня боевые действия закончились. Финляндия уступила СССР Карельский перешеек и Приладожскую Карелию, часть Саллы и Каластаясааренто, передала в аренду военно-морскую базу Ханко, но оставалась нейтральным государством, хотя и все больше склонялась на сторону Германии.
Хотя Советский Союз получил новые территории, война подтолкнула нейтральную Финляндию к соглашению с нацистской Германией. Кроме того, вторжение выявило поразительные военные слабости Красной армии. Это побудило Советский Союз реорганизовать свои вооруженные силы, но также нанесло ещё один удар по международному престижу СССР.
Понеся непропорционально высокие потери по сравнению с финскими войсками — несмотря на четырёхкратное превосходство в живой силе и почти абсолютное превосходство в тяжелом вооружении и авиации — Красная армия представлялась легкой мишенью, что способствовало решению Гитлера спланировать нападение на Советский Союз. Официальное число советских безвозвратных потерь в войне составило около 127 тысяч человек.

### Аннексия Прибалтики
Напряженность в связи с действиями СССР в Эстонии, Латвии и Литве, которые находились в советской сфере влияния, существовала с самого начала. Всем трем странам не оставалось ничего другого, как подписать так называемый Пакт обороны и взаимопомощи, который разрешал Советскому Союзу разместить в странах Прибалтики войска РККА. Нацистская Германия посоветовала им принять условия. Страны Балтии присоединились к советским требованиям и подписали договоры о взаимопомощи 28 сентября, 5 октября и 10 октября 1939 года соответственно (на десять лет для Эстонии и Латвии и на пятнадцать лет для Литвы). Напряженность включала интернирование экипажа подводной лодки в связи с инцидентом в Орзеле. 18 октября, 29 октября и 3 ноября 1939 года первые советские войска вошли в Эстонию, Латвию и Литву в соответствии с пактом.
Советский Союз был недоволен тем, что прибалтийские государства склонялись на сторону Великобритании и Франции, так называемая Балтийская Антанта, созданная в 1934 году, которая потенциально могла переориентироваться на Германию, и считал это нарушением договоров о взаимопомощи, заключенных осенью 1939 года. В 1940 году СССР аннексировал Литву, Латвию и Эстонию.

### Августовская напряжённость
Зимняя война и аннексия Прибалтики вызвали ухудшение отношений между Германией и Советским Союзом. Из-за напряженности, вызванной этими вторжениями, отставания Германии в поставках товаров и опасений Сталина, что война Гитлера с Западом может быстро закончиться после подписания Францией перемирия, в августе 1940 года Советский Союз ненадолго приостановил свои поставки в рамках германо-советского торгового соглашения. Эта приостановка создала значительные проблемы с ресурсами для Германии. К концу августа отношения снова улучшились.

### Советские переговоры о присоединении к странам оси

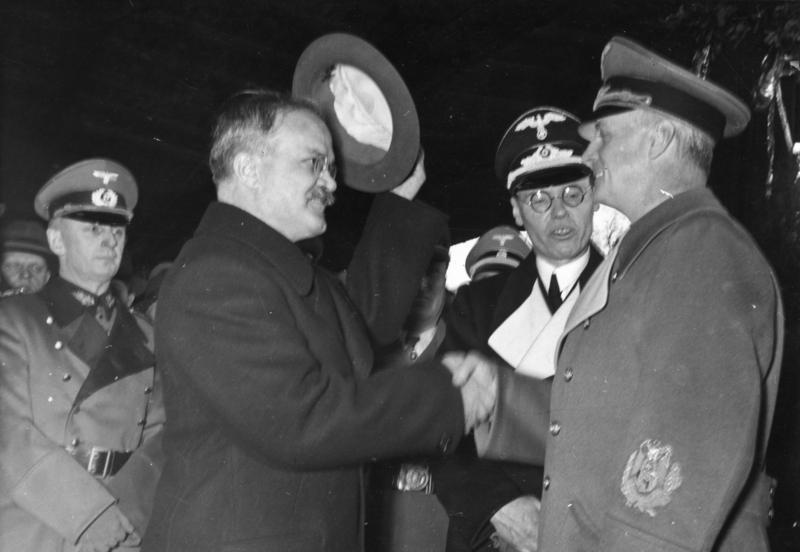
Иоахим фон Риббентроп приветствует Вячеслава Молотова в Берлине. Ноябрь 1940

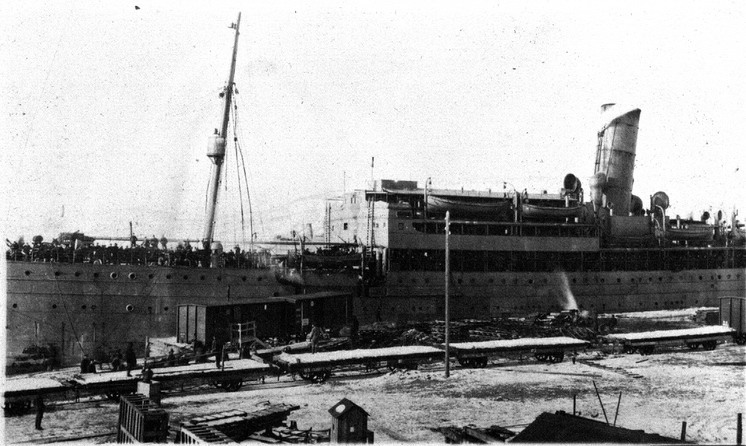
До того как Мурманский морской порт начал работать в качестве узла для арктических конвоев, Сталин предложил его Гитлеру в качестве секретной базы немецких подводных лодок в разгар битвы за Атлантику

После заключения Германией Тройственного пакта с Японией и Италией в октябре 1940 года Риббентроп писал Сталину об «исторической миссии четырёх держав — Советского Союза, Италии, Японии и Германии — принять долгосрочную политику и направить будущее развитие своих народов в нужное русло путем разграничения их интересов в мировом масштабе». Сталин ответил, упомянув о заключении соглашения о «постоянной основе» для их «взаимных интересов», и отправил Молотова в Берлин для переговоров об условиях присоединения Советского Союза к коалиции стран оси и потенциальной выгоды от пакта.
Риббентроп попросил Молотова подписать ещё один секретный протокол с заявлением: «Фокус территориальных устремлений Советского Союза предположительно будет сосредоточен к югу от территории Советского Союза в направлении Индийского океана». Молотов заявил, что он не может занять «определенную позицию» по этому вопросу без согласия Сталина. В ответ на письменный германский проект соглашения четырёх держав Сталин представил письменное контрпредложение, включавшее присоединение СССР к странам оси, если Германия пойдёт на уступки в той зоне своего влияния, которую Сталин желал рассматривать как советскую зону интересов (речь шла о Финляндии, Болгарии, проливах в районе Босфора и Дарданеллы, и т. д.). Германия так и не ответила на это контрпредложение.

### Январское пограничное и торговое соглашение 1941 года
10 января 1941 года Германия и Советский Союз подписали соглашение, которое урегулировало несколько текущих вопросов. Соглашение формально устанавливало границу между Германией и Советским Союзом между рекой Игаркой и Балтийским морем, продлевало регулирование советско-германского торгового соглашения 1940 года до 1 августа 1942 года, увеличивало поставки сверх уровня первого года действия этого соглашения, урегулировало торговые права в Прибалтике и Бессарабии, рассчитывало компенсацию за немецкие имущественные интересы в странах Балтии, оккупированных СССР, и другие вопросы. Он также охватывал миграцию в Германию в течение двух с половиной месяцев этнических немцев и немецких граждан на удерживаемых Советским Союзом прибалтийских территориях и миграцию в Советский Союз прибалтийских и «белорусских» «граждан» на удерживаемых Германией территориях. В секретных протоколах к новому соглашению говорилось, что Германия отказывается от своих претензий на часть литовской территории, указанной в секретных дополнительных протоколах к советско-германскому договору о дружбе и границе, и ей будет выплачено 7,5 млн долларов (31,5 млн рейхсмарок).
Соглашения обеспечивали СССР новым оружием, а взамен он поставлял Германии миллион тонн фуражного зерна, девятьсот тысяч тонн нефти, полмиллиона тонн фосфатов, полмиллиона тонн железной руды, хром и другое сырье.

### Отношения первой половины 1941 года
Стремясь продемонстрировать мирные намерения в отношении Германии, 13 апреля 1941 года Советский Союз подписал пакт о нейтралитете с Японией — державой оси. Хотя Сталин мало верил в приверженность Японии нейтралитету, он считал, что пакт был важен с точки зрения политической символики, чтобы укрепить общественное расположение к Германии.
Сталин чувствовал, что в немецких кругах нарастает раскол по вопросу о вероятности возможной войны между СССР и Германией. Он не знал, что с лета 1940 года Гитлер тайно уже обсуждал вторжение в Советский Союз, а в конце 1940 года приказал своим военным готовиться к войне на востоке, несмотря на переговоры сторон о возможном присоединении СССР в качестве четвёртой державы к пакту стран оси (Пакт четырёх держав).

### Дальнейшее развитие
В 1940 году нацистская Германия продолжала завоевание Западной Европы.
Британские историки Алан С. Милвард и У. Медикотт показывают, что нацистская Германия — в отличие от имперской Германии — была готова только к короткой войне (блицкриг). По мнению Андреаса Хиллгрубера, без необходимых поставок из СССР и стратегической безопасности на Востоке Германия не смогла бы добиться успеха на Западе. Если бы Советский Союз присоединился к англо-французской блокаде, немецкая военная экономика вскоре потерпела бы крах. Если бы в сентябре 1939 года Германия была вынуждена полагаться на собственное сырье, то этих ресурсов хватило бы всего на 9—12 месяцев.
По словам г-на Рапопорта, «одним из первых подарков Сталина нацистам была передача около 600 немецких коммунистов, большинство из которых были евреями, в руки гестапо в Брест-Литовске в оккупированной немцами Польше». Советский Союз также поддержал нацистов в официальных заявлениях: Иосиф Сталин сам подчеркнул, что именно англо-французский альянс напал на Германию, а не наоборот, а Молотов подтвердил, что Германия предприняла мирные усилия, которые были отвергнуты «англо-французскими империалистами».
Вторгшись в Польшу и аннексировав страны Балтии, нацистская Германия и Советский Союз ликвидировали буферные государства между собой и усилили угрозу войны.

## Фольксдойче в Советском Союзе

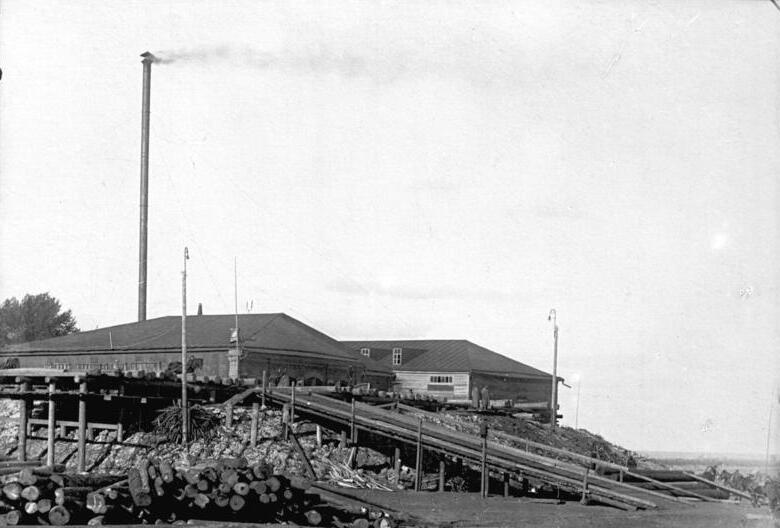
Лесопилка в Покровске, столице АССР немцев Поволжья. 1928

Этнические немцы в СССР с 1920-х годов пользовались определённой степенью культурной автономии. В соответствии с советской политикой национального размежевания существовало 8 национальных районов на Украине, а также несколько в России и по одному в Грузии, Азербайджане и Поволжской немецкой автономной советской социалистической республике (Поволжская немецкая АССР). Действовали школы и издавались газеты на немецком языке.
В сентябре 1929 года, недовольные повторным введением принудительных реквизиций зерна и коллективизацией сельского хозяйства, несколько тысяч советских крестьян немецкого происхождения (в основном меннонитов) собрались в Москве, требуя выездных виз для эмиграции в Канаду, что вызвало значительный политический скандал в Германии, омрачивший советско-германские отношения. Для сбора средств для советских немцев в Германии была создана благотворительная организация «Братья в беде», сам президент Пауль фон Гинденбург пожертвовал на эти цели 200 тысяч рейхсмарок из собственных средств. Советское правительство сначала разрешило 5 461 немцу эмигрировать, но затем депортировало оставшихся 9 730 немцев обратно в места их первоначального проживания.. Однако на протяжении 1930 года советское правительство продолжало прилагать усилия для увеличения количества и качества немецких национальных учреждений в Советском Союзе.
Первые массовые аресты и показательные процессы, направленные непосредственно против советских немцев (тех, кого считали контрреволюционерами), произошли в Советском Союзе во время украинского террора 1933 года. Однако с постановлением ЦК ВКП(б) от 5 ноября 1934 года внутренняя антинемецкая кампания приобрела всесоюзные масштабы.
В 1933—1934 годах в Германии была развернута кампания помощи советским фольксдойче, во время разразившегося голода в СССР, путём отправки продуктовых наборов и денег.
Будучи глубоко обеспокоенным трансграничными этническими связями национальных меньшинств (таких как немцы, поляки, финны), в 1934 году Советский Союз решил создать новую пограничную зону безопасности вдоль своей западной границы, и в 1935—1937 годах потенциально нелояльные национальности (включая немецкую) были в основном (хотя и не полностью) депортированы НКВД с этой территории во внутренние районы страны Немецкие национальные институты были постепенно упразднены..
В 1937—1938 годах НКВД проводил массовые операции «по уничтожению шпионско-диверсионных контингентов» (известные как Национальные операции НКВД) среди национальных диаспор против советских и иностранных граждан (приводившие к арестам и, как правило, расстрелам), в том числе кампанию НКВД против немцев, фактически без разбора расправляясь с национальными меньшинствами в период Большого террора в СССР. Одновременно были упразднены все немецкие и другие диаспорные национальные районы и школы, кроме АССР немцев Поволжья, а также немецкие школы в пределах этой республики.
В предвоенный период советское правительство заранее приняло решение об эвакуации всего населения немецкого происхождения в случае немецкого вторжения, что и было немедленно реализовано после фактического начала войны путем насильственного переселения 1,2 млн граждан немецкого происхождения из европейской части России в Сибирь и Среднюю Азию.

## Последствия

### Гитлер разрывает пакт

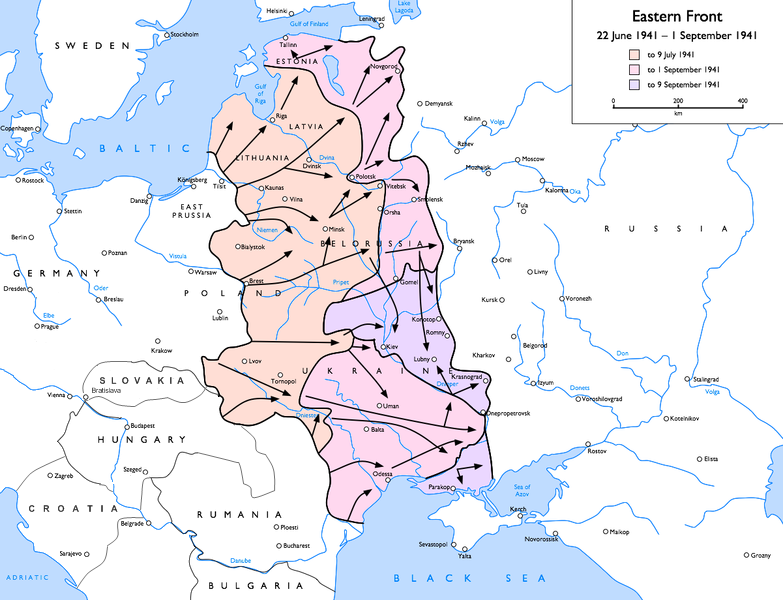
Немецкое наступление во время операции «Барбаросса». 22 июня 1941 — 9 сентября 1941

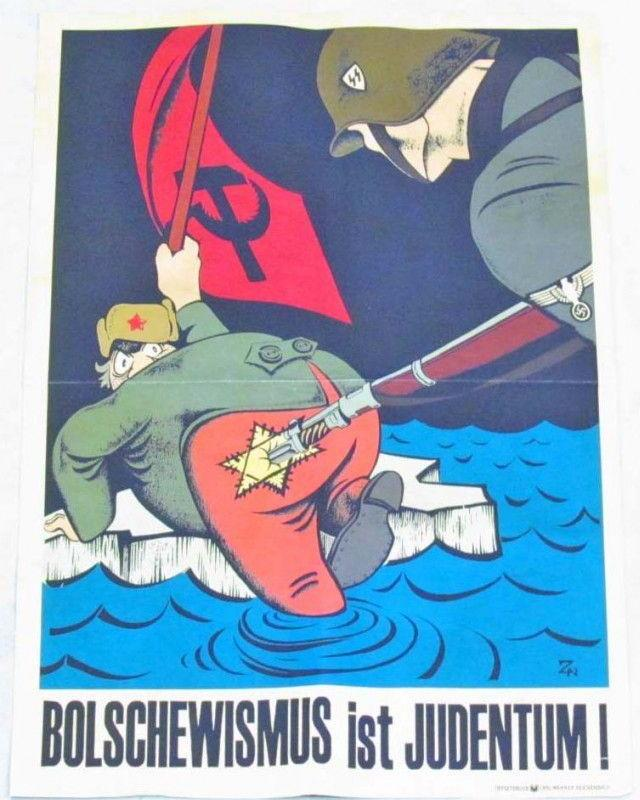
Антисоветский и антисемитский пропагандистский плакат в нацистской Германии

Своим вторжением в Советский Союз в ходе операции «Барбаросса» 22 июня 1941 года нацистская Германия расторгла пакт Молотова — Риббентропа. В результате территории, полученные Советским Союзом в соответствии с пактом Молотова — Риббентропа, были потеряны в считанные недели. Пытаясь отразить немецкое наступление, СССР в течение первых трех недель потерял убитыми 750 тысяч человек, лишился 10 тысяч танков и 4 тысяч самолётов. За первые шесть месяцев войны советские войска потеряли около 4,3 млн человек, в немецком плену оказались около 3 млн красноармейцев, из которых к февралю 1942 года 2 млн умрут в плену. Немецкие войска продвинулись на 1 690 км и удерживали фронт протяженностью в 3 058 км.

### Отрицание Советским Союзом существования секретного протокола
Немецкие чиновники нашли микрофильмированную копию секретных протоколов пакта Молотова — Риббентропа в 1945 году и предоставили её военным Соединенных Штатов. Несмотря на публикацию найденной копии в западных СМИ, в течение десятилетий официальная политика Советского Союза заключалась в отрицании существования секретного протокола.
После демонстраций на Балтийском пути 23 августа 1989 года советская комиссия в декабре 1989 года пришла к выводу, что протокол существовал. Сам документ был рассекречен в 1992 году, уже после распада Советского Союза.

### Послевоенные комментарии относительно сроков сближения
После войны историки спорили о начале советско-германского сближения. В историографии существует множество противоречивых точек зрения относительно того, когда советская сторона начала стремиться к сближению и когда начались тайные политические переговоры.
Некоторые ученые утверждают, что в течение долгого времени доктрина коллективной безопасности была искренней и единодушной позицией советского руководства, придерживавшегося чисто оборонительной линии, в то время как другие утверждают, что с самого начала Советский Союз намеревался сотрудничать с нацистской Германией, а коллективная безопасность была лишь тактическим противодействием некоторым недружественным шагам Германии. Однако, возможно, Москва стремилась избежать большой войны в Европе, поскольку не была достаточно сильна для ведения наступательной войны; но между Литвиновым и Молотовым существовали большие разногласия по поводу того, как достичь этой цели, и Сталин чередовал их позиции, первоначально довольно рано проводя обе противоречивые линии одновременно и отказавшись от коллективной безопасности только в какой-то момент в 1939 году.
Нацистская Германия начала искать возможность заключения пакта с Советским Союзом где-то весной 1939 года, чтобы предотвратить англо-советско-французский союз и обеспечить советский нейтралитет в будущей польско-германской войне.
Некоторые утверждают, что сближение могло начаться уже в 1935—1936 годах, когда советский торговый представитель в Берлине Давид Канделаки предпринял попытки политических переговоров от имени Сталина и Молотова за спиной Литвинова. Выступление Молотова перед Центральным исполнительным комитетом Верховного Совета в январе 1936 года обычно воспринимается как знак этого изменения политики. Таким образом, антигерманская линия Литвинова не пользовалась единодушной поддержкой советского руководства задолго до его отставки. Вальтер Кривицкий, агент НКВД, который дезертировал в Нидерланды в 1937 году, сообщил в своих воспоминаниях в 1938 году, что уже тогда Сталин стремился к улучшению отношений с Германией По мнению других историков, это были всего лишь ответы на немецкие предложения о разрядке.
Возможно также, что изменение внешней политики произошло в 1938 году после Мюнхенского соглашения, которое стало окончательным поражением антигерманской политики коллективной безопасности Литвинова, что вскоре было отмечено сообщением о неизбежном четвёртом разделе Польши, сделанным заместителем Литвинова Владимиром Потемкиным в разговоре с французским послом Робером Кулондром.
Поворот в сторону Германии мог произойти и в начале 1939 года, что было отмечено выступлением Сталина на 18 съезде Коммунистической партии Советского Союза в марте 1939 года, вскоре после оккупации Германией Чехословакии, когда он предупредил, что западные демократии пытаются спровоцировать конфликт между Германией и Советским Союзом и заявил о невмешательстве Советского Союза в межкапиталистические распри, что иногда считается сигналом для Берлина.
По мнению других, первым признаком советско-германской политической разрядки стал разговор советского посла Алексея Мерекалова с Эрнстом фон Вайцзеккером, государственным секретарем министерства иностранных дел Германии, 17 апреля 1939 года, когда первый намекнул на возможное улучшение отношений. За этим последовала серия предполагаемых сигналов доброй воли со стороны Германии и замена Литвинова на Молотова. По мнению Джеффри Робертса, недавно опубликованные документы из советских дипломатических досье показывают, что западные историки ошибались, полагая, что встреча Мерекалов-Вайзеккер в апреле 1939 года стала поводом для советских сигналов о желании разрядки с нацистской Германией. Его точка зрения, поддержанная Дереком Уотсоном и Джонатаном Хасламом, заключается в том, что изменение политики произошло лишь в конце июля — августе 1939 года, и что оно было скорее следствием, чем причиной срыва переговоров о тройственном союзе между Англией, СССР и Францией. Молотову и Сталину в августе 1939 года должно было быть ясно, что соглашение с Германией позволяет избежать немедленной войны с этой страной и удовлетворить советские территориальные амбиции в восточной Польше, Эстонии, Латвии, Литве, Финляндии и Бессарабии; в то время как союз с Великобританией и Францией не сулит никаких территориальных выгод и чреват войной с Германией, в которой СССР, скорее всего, примет на себя основную тяжесть немецкого нападения.

## Полномочные представители СССР в Берлине
- Адольф Иоффе (1918)
- Николай Крестинский (1921—1930)
- Лев Хинчук (1930—1934)
- Яков Суриц (1934—1937)
- Константин Юренёв (1937)
- Алексей Мерекалов (1938—1939)
- Георгий Астахов (1939)
- Александр Шкварцев (1939—1940)
- Владимир Деканозов (1940—1941)

## Послы Германии в Москве
- Вильгельм фон Мирбах (1918)
- Карл Гельферих
- Курт Виденфельд
- Ульрих фон Брокдорф-Ранцау (1922—1928)
- Герберт фон Дирксен (1928—1933)
- Рудольф Надольный (1933—1934)
- Фридрих-Вернер фон дер Шуленбург (1934—1941)

## Комментарии
1. ↑  Сталин сказал буквально следующее: «Соблюдать осторожность и не давать втянуть в конфликты нашу страну провокаторам войны, привыкшим загребать жар чужими руками». На Западе его выступление назвали «каштановой речью», так как русскому выражению «загребать жар чужими руками» там соответствует идиома «таскать каштаны из огня».

### Основные источники
- Sontag, Raymond James, and James Stuart Beddie, eds. Nazi-Soviet relations, 1939—1941: Documents from the archives of the German foreign office (US Department of State, 1948) online.